# Cantonul Villiers-le-Bel
Cantonul Villiers-le-Bel este un canton din arondismentul Sarcelles, departamentul Val-d'Oise, regiunea Île-de-France, Franța.

## Comune
- Arnouville-lès-Gonesse
- Villiers-le-Bel (reședință)